# 菊泉院

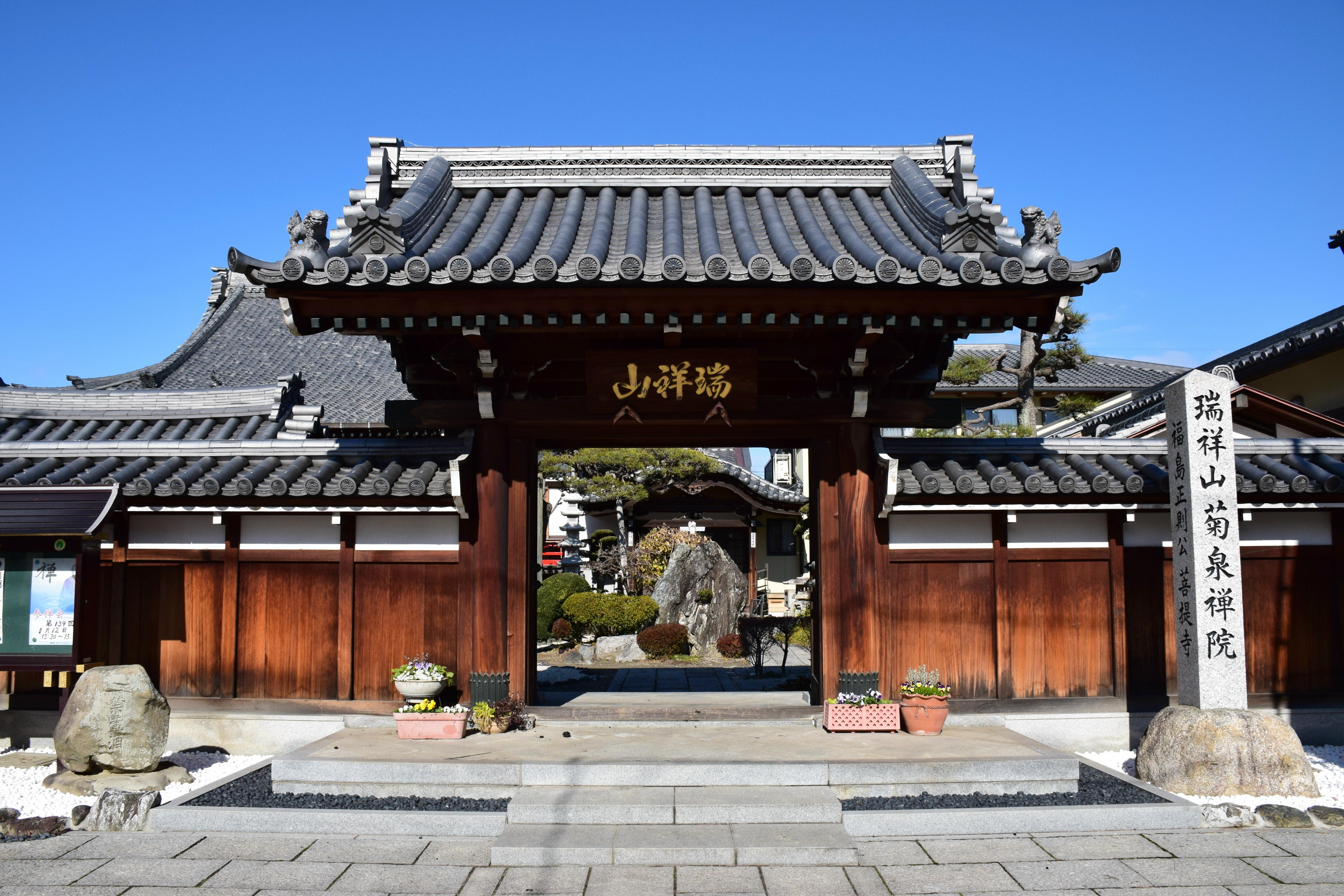
山門

菊泉院（きくせんいん）は、愛知県あま市二ツ寺字屋敷にある曹洞宗の寺院。山号は瑞祥山。戦国武将の福島正則の菩提寺として知られている。

## 由緒
鎌倉時代に創建され、1592年より禅宗（曹洞宗）として開山された。寺のすぐ南に福島正則の生誕地があり、清洲城主となった際には50石の所領が寄進されるなど、菩提寺として保護された。正則の没後、家臣の大野平内が彼の位牌と護持仏の毘沙門天立像を奉納した。また、他にも甲冑姿の肖像画などは新居屋村の郷士の赤林孫七郞が納めている。

## 所在地
- 愛知県あま市二ツ寺字屋敷69番地